# Campeonato de Clubes de Oceanía 1987
El Campeonato de Clubes de Oceanía 1987 (Conocida como Qantas Pacific Champions' Cup en aquel entonces) fue la primera edición de la máxima competencia a nivel de clubes de Oceanía. Participaron en este torneo 9 clubes de Australia, Fiyi, Islas Salomón, Nueva Caledonia, Nueva Zelanda, Palaos, Papúa Nueva Guinea, Tahití y Vanuatu. Los clubes australianos y neozelandeses avanzaron a la segunda fase automáticamente mientras que los equipos de los restantes 7 países jugaron una fase preliminar.

## Equipos participantes
| País                      | Equipo                      | Vía de clasificación                                             |
| ------------------------- | --------------------------- | ---------------------------------------------------------------- |
| Australia 1 cupo          | Adelaide City               | Campeón de la National Soccer League 1986                        |
| Nueva Zelanda 1 cupo      | University-Mount Wellington | Campeón de la Liga Nacional de Nueva Zelanda 1986                |
| Fiyi 1 cupo               | Ba FC                       | Campeón de la Liga Nacional de Fútbol de Fiyi 1986               |
| Islas Salomón · 1 cupo    | Rangers Honiara             | Campeón de la Liga Nacional de las Islas Salomón 1986            |
| Palaos 1 cupo             | Van Koror                   | Campeón de la Liga de Fútbol de Palaos 1986                      |
| Vanuatu 1 cupo            | Tafea FC                    | Campeón de la Primera División de Vanuatu 1986                   |
| Nueva Caledonia 1 cupo    | CA Sant-Louis               | Campeón de la Superliga de Nueva Caledonia 1986                  |
| Papúa Nueva Guinea 1 cupo | Guria FC                    | Campeón de la Liga Nacional de Fútbol de Papúa Nueva Guinea 1986 |
| Polinesia Francesa 1 cupo | Jeunes Tahitiens            | Campeón de la Primera División de Tahití 1986                    |

## Resultados

### Primera Fase
|  | Cuartos de final | Cuartos de final |                 |                 | Semifinales | Semifinales |  |       | Final | Final |  |
|  |                  |                  |                 |                 |             |             |  |       |       |       |  |
|  |                  |                  |                 |                 |             |             |  |       |       |       |  |
|  | Ba FC            | -                |                 |                 |             |             |  |       |       |       |  |
|  | Ba FC            | -                |                 |                 |             |             |  |       |       |       |  |
|  | Exento           | -                |                 |                 |             |             |  |       |       |       |  |
|  | Exento           | -                |                 | Ba FC           | 3           |             |  |       |       |       |  |
|  |                  |                  |                 | Ba FC           | 3           |             |  |       |       |       |  |
|  |                  |                  | Tafea FC        | 2               |             |             |  |       |       |       |  |
|  | Tafea FC         | 6                | Tafea FC        | 2               |             |             |  |       |       |       |  |
|  | Tafea FC         | 6                |                 |                 |             |             |  |       |       |       |  |
|  | Van Koror        | 2                |                 |                 |             |             |  |       |       |       |  |
|  | Van Koror        | 2                |                 |                 |             |             |  | Ba FC | 3     |       |  |
|  |                  |                  |                 |                 |             |             |  | Ba FC | 3     |       |  |
|  |                  |                  | Rangers Honiara | 0               |             |             |  |       |       |       |  |
|  | Rangers Honiara  | 5                | Rangers Honiara | 0               |             |             |  |       |       |       |  |
|  | Rangers Honiara  | 5                |                 |                 |             |             |  |       |       |       |  |
|  | Guria FC         | 2                |                 |                 |             |             |  |       |       |       |  |
|  | Guria FC         | 2                |                 | Rangers Honiara | 2 (4)       |             |  |       |       |       |  |
|  |                  |                  |                 | Rangers Honiara | 2 (4)       |             |  |       |       |       |  |
|  |                  |                  | CA Sant-Louis   | 2 (2)           |             |             |  |       |       |       |  |
|  | CA Sant-Louis    | 4                | CA Sant-Louis   | 2 (2)           |             |             |  |       |       |       |  |
|  | CA Sant-Louis    | 4                |                 |                 |             |             |  |       |       |       |  |
|  | Jeunes Tahitiens | 3                |                 |                 |             |             |  |       |       |       |  |
|  | Jeunes Tahitiens | 3                |                 |                 |             |             |  |       |       |       |  |
|  |                  |                  |                 |                 |             |             |  |       |       |       |  |

### Segunda Fase
|  | Semifinales            | Semifinales      |       |  | Final                  | Final |  |
|  |                        |                  |       |  |                        |       |  |
|  |                        |                  |       |  |                        |       |  |
|  | 12 de marzo - Adelaida |                  |       |  |                        |       |  |
|  | Adelaide City          | -                |       |  |                        |       |  |
|  | Exento                 | -                |       |  |                        |       |  |
|  |                        |                  |       |  |                        |       |  |
|  |                        |                  |       |  | 15 de marzo - Adelaida |       |  |
|  |                        |                  |       |  | Adelaide City          | 1 (4) |  |
|  |                        | Mount Wellington | 1 (1) |  |                        |       |  |
|  |                        |                  |       |  |                        |       |  |
|  |                        |                  |       |  |                        |       |  |
|  |                        |                  |       |  | Tercer lugar           |       |  |
|  | 12 de marzo - Adelaida |                  |       |  |                        |       |  |
|  | Mount Wellington       | 6                |       |  |                        |       |  |
|  | Ba FC                  | 1                |       |  |                        |       |  |

#### Final
El juego fue disputado en el Hindmarsh Stadium, localizado en la ciudad de Adelaida. El Adelaide City se puso en ventaja a los 15 minutos del primer tiempo por medio de Joe Mullen, pero 5 minutos más tarde Dave Witteveen igualaría el pleito. Finalmente el encuentro terminó 1-1 y se debió decidir al primer campeón oceánico por medio del tiempo extra. En los 30 minutos del alargue no hubo goles y todo se definió desde el punto penal. El club australiano se alzó con el trofeo oceánico tras vencer claramente 4-1 en los penales.
| 15 de marzo de 1987 | Adelaide City  | 1:1 (4:1 p.) | Mount Wellington   | Hindmarsh Stadium, Adelaida                             |                                                         |
|                     | Joe Mullen 15' |              | Dave Witteveen 20' | Asistencia: 3.500 espectadores Árbitro(s): Don Campbell | Asistencia: 3.500 espectadores Árbitro(s): Don Campbell |

|                                   |
| Bandera de Australia              |
| Campeón Adelaide City 1.er título |